# أوك غروف (إلينوي)
أوك غروف (بالإنجليزية: Oak Grove, Illinois)‏ هي معلم جغرافي تقع في الولايات المتحدة في إلينوي. يقدر عدد سكانها بـ 1,318 نسمة .

## الموقع الجغرافي
الموقع الجغرافي للمناطق المحيطة بهذه النقطة هو كالتالي: